# Дробин
 Тази статия е за града в Полша.  За общината вижте Дробин (община).  
Дро̀бин (на полски: Drobin) е град в централна Полша, административен център на община Дробин в Плоцки окръг на Мазовско войводство. Населението му е около 3 000 души (2006).
Разположен е на 117 метра надморска височина в Средноевропейската равнина, на 29 километра североизточно от Плоцк и река Висла и на 88 километра северозападно от Варшава.